# Liste der Naturdenkmäler in St. Lorenzen (Südtirol)
Die Liste der Naturdenkmäler in St. Lorenzen (italienisch San Lorenzo di Sebato) enthält die vier als Naturdenkmal ausgewiesene Objekte auf dem Gebiet der Gemeinde St. Lorenzen in Südtirol.
Basis ist das im Internet einsehbare offizielle Verzeichnis der Naturdenkmäler in Südtirol (Stand: 23. Januar 2015). Dabei kann es sich um botanische, geologische oder hydrologische Naturdenkmäler handeln. Die Reihenfolge in dieser Liste orientiert sich an der ID, alternativ ist sie auch nach dem Namen sortierbar.

## Liste
| Foto |                 | Name                                       | Standort                     | Beschreibung                    |
| ---- | --------------- | ------------------------------------------ | ---------------------------- | ------------------------------- |
| BW   | Datei hochladen | Linde beim Camping Wildberg ID: 081_G01    | 46° 46′ 53″ N, 11° 53′ 54″ O | Botanisches Naturdenkmal: Linde |
| BW   | Datei hochladen | Linde beim Hof Mair zu Gasteig ID: 081_G02 | 46° 46′ 39″ N, 11° 53′ 46″ O | Botanisches Naturdenkmal: Linde |
| BW   | Datei hochladen | Esche in Tauern ID: 081_G03                | 46° 46′ 48″ N, 11° 55′ 4″ O  | Botanisches Naturdenkmal: Esche |
| BW   | Datei hochladen | Linde beim Hotel Mühlgarten ID: 081_G04    | 46° 46′ 8″ N, 11° 55′ 29″ O  | Botanisches Naturdenkmal: Linde |

| Foto: | Fotografie des Naturdenkmals. Klicken des Fotos erzeugt eine vergrößerte Ansicht. Daneben finden sich zwei Symbole: |
| ID    | Identifikator bei der Abteilung Natur, Landschaft und Raumentwicklung der Südtiroler Landesverwaltung               |